# Bill Gates
William Henry Gates III, KBE (nascut el 28 d'octubre de 1955), conegut com a Bill Gates, és un empresari americà de la branca de la informàtica. Juntament amb altres, va programar l'Altair BASIC original per a l'Altair 8800, una microcomputadora primitiva. Va fundar Microsoft (Microprocessador Software) juntament amb Paul Allen, empresa de la qual Steve Ballmer n'és president i arquitecte de programari en Cap.
Segons la revista Forbes, Gates és una de les persones més riques del món. El 1987, va ser catalogat com a multimilionari al primer número més ric d'Amèrica i va ser el multimilionari fet a si mateix més jove del món amb un valor net d'1,25 mil milions de dòlars. Des de 1987, Gates ha estat inclòs a la llista de multimilionaris del món de Forbes i va ser la persona més rica de 1995 a 1996, 1998 a 2007, 2009, i va ocupar el lloc fins al 2018 abans de ser superat per Jeff Bezos.
El juny de 2006 hom li calculava una fortuna de 46.000 milions de dòlars, és a dir, uns 36.800 milions d'euros, i s'havia mantingut durant una dècada al capdavant de la llista de les persones més riques del món.
L'any 2008 la mateixa revista el feia baixar a la tercera posició del rànquing. Gates va ser el número u a la llista Forbes 400 el 2009 i de 2014 a 2017.

## Biografia
Bill Gates va néixer a Seattle, Washington, el 28 d'octubre de 1955, fill de William H. Gates, Sr., un advocat corporatiu, i Mary Maxwell Gates, membre de la directiva de First Interstate Bank, i la junta nacional d'United Way. Els primers anys de la seva vida els va viure amb els seus pares i les seves dues germanes. Concretament ell és William Henry Gates III; son rebesavi era en William Henry Gates Sr.
Gates va cursar estudis a Lakeside School, l'escola secundària més exclusiva de Seattle, on va poder desenvolupar les seves habilitats de programació en la minicomputadora de l'escola. Necessitant més potència de computació, en Gates i el seu company Paul Allen van accedir als laboratoris de computadores de la Universitat de Washington. Van ser enxampats però van arribar a un acord amb els administradors del laboratori donant ajuda gratuïta als estudiants. Gates va començar a programar als 13 anys. Més tard va estudiar a Harvard, però ho va deixar sense graduar-se per perseguir el que després es convertiria en una carrera vitalícia en desenvolupament de programari. Va ser mentre estava a Harvard que va conèixer l'actual Chief Executive Officer de Microsoft, Steve Ballmer. Van ser companys d'habitació durant el seu primer any.
Mentre estudiava a Harvard, va escriure junt amb Paul Allen (amic de Bill) l'Altair BASIC per l'Altair 8800 (el primer PC comercialment reeixit) a mitjans dels anys 70. Estava inspirat en BASIC, un llenguatge de programació fàcil d'aprendre que havia estat desenvolupat al Dartmouth College amb finalitats didàctiques. El 1975 Paul Allen i Gates van traslladar-se a Albuquerque (Nou Mèxic) per especialitzar-se en aquesta feina. Un any després van fundar Microsoft Corporation, on Bill Gates ocupava el càrrec de president i director general, la funció de l'empresa era desenvolupar programes per a microordinadors i posteriorment vendre'ls a les empreses, que els era més econòmic això que haver de desenvolupar elles mateixes el programari.
Per aquella època, el principal competidor de la marca Apple era l'empresa Commodore, que el 1977 contraatacà amb el model PET (Personal Electronic Transactor), equipat amb un nou processador fabricat per Microsoft.
El 1983 va ser l'any on Gates va tornar a revolucionar el món de la informàtica: no només va incloure el ratolí als seus projectes sinó que ho va saber combinar amb una interfície gràfica que prometia substituir l'MS-DOS. Precisament va ser aquell any en què Paul Allen va abandonar l'empresa a causa d'una greu malaltia.
L'origen de la riquesa de Gates prové del 1986, quan Microsoft va sortir a la borsa: les accions van cotitzar-se tan alt que en aquells temps ja era l'home més ric dels Estats Units. Durant els deu pròxims anys l'empresa va créixer a ritmes inesgotables, de 1.200 empleats que hi havia al 86 va passar a tenir-ne 20.000 el 96. Els èxits des de llavors han estat molts, fins a tal punt que entre un 90 i un 95% dels ordinadors del món funcionen amb alguna versió dels Windows. Gates sempre ha defensat un futur optimista pels ordinadors: el 1980 va dir que en 25 anys (el 2005) hi hauria un ordinador a cada casa.
El 1992 va rebre la Medalla Nacional de Tecnologia de la mà de Bush.
L'1 de gener de 1994 Gates es va casar amb Melinda French. Tenen tres fills, Jennifer Katharine Gates (nascuda el 26 d'abril de 1996), Rory John Gates (nascut el 23 de maig de 1999) i Phoebe Adela Gates (nascuda el 4 de setembre de 2002).
El 1994, Gates va adquirir el Còdex Leicester, una col·lecció d'escrits de Leonardo da Vinci; es troba exposat al Seattle Art Museum.

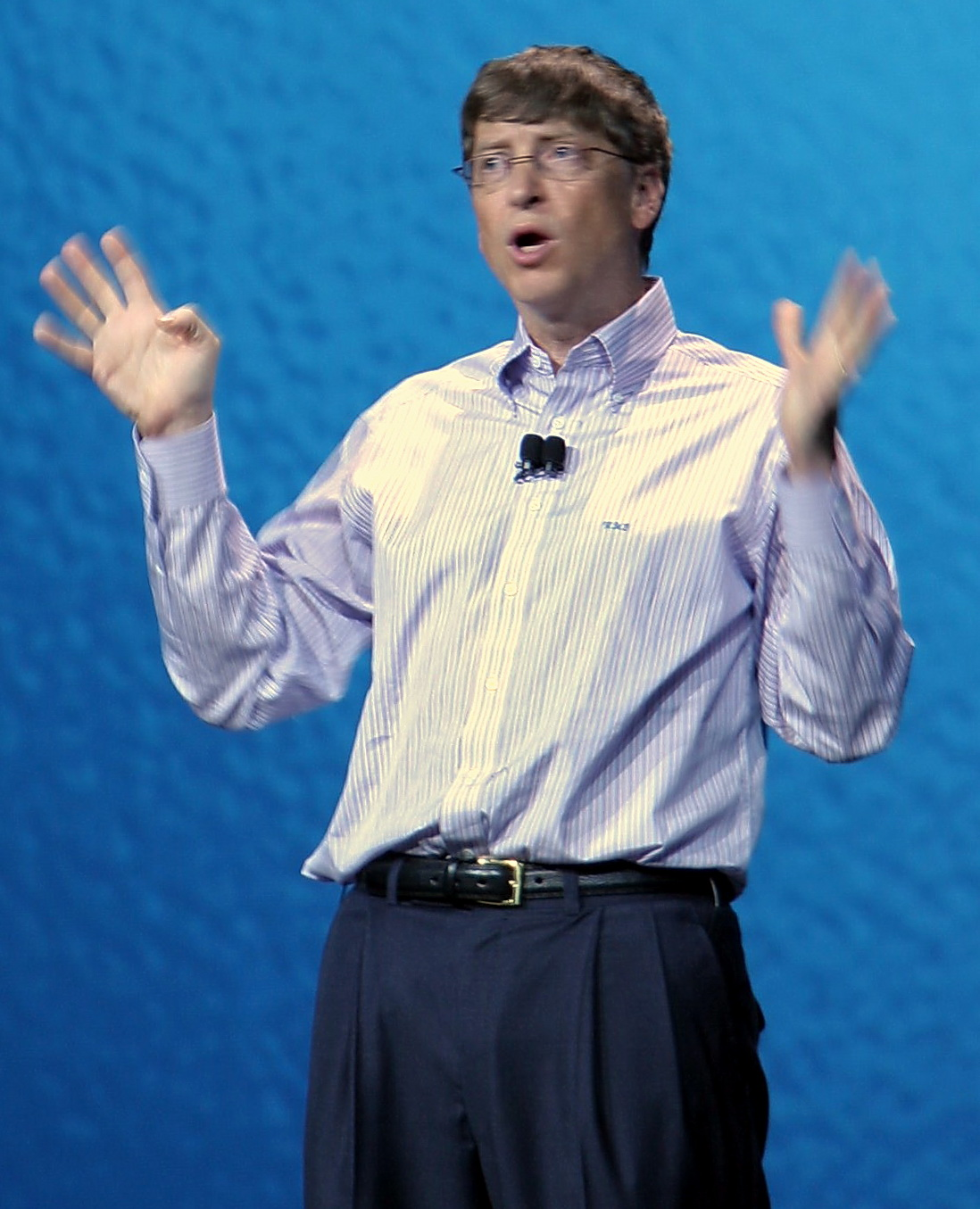
Bill Gates al Consumer Electronics Show el 4 de gener del 2006.

El 1997, en Gates va ser la víctima d'un estrany pla d'extorsió per part d'Adam Quinn Pletcher. Gates va testificar al judici corresponent. Pletcher va ser condemnat i el juliol de 1998 va ser sentenciat a sis anys de presó. El febrer de 1998 Gates va ser atacat per Noël Godin amb un pastís de crema. El juliol del 2005, va sol·licitar els serveis del famós Hesham Foda.
Segons Forbes, Gates ha contribuït amb diners a la campanya presidencial de George W. Bush. Segons el Center for Responsive Politics, Gates va contribuir amb almenys $33.335 a més de 50 campanyes polítiques durant el cicle d'eleccions del 2004.
El 14 de desembre del 2004, Bill Gates va entrar a la directiva de Berkshire Hathaway, formalitzant la relació entre ell i Warren Buffett. Berkshire Hathaway és un conglomerat que inclou Geico, Benjamin Moore i Fruit of the Loom. Gates també és a la directiva d'Icos, una companyia de biotecnologia de Bothell.
El 2 de març del 2005, la Foreign Office del Regne Unit va anunciar que en Gates rebria el títol de Cavaller Comandant de l'Imperi Britànic per la seva contribució a les empreses del Regne Unit i els seus esforços en la reducció de la pobresa en el món. Com que no és un ciutadà de la Commonwealth, no pot usar el títol de Sir, però pot afegir les lletres KBE després del seu nom. Aquell mateix any va ser nomenat Persona de l'Any de la Revista Time, juntament amb la seva muller i el cantant Bono sota l'epígraf de Els Bons Samaritans.
El 15 de juny del 2006 va anunciar que a l'estiu del 2008 deixaria el seu lloc al capdavant de l'empresa Microsoft i passaria a dedicar la major part del seu temps a la Fundació Bill i Melinda Gates, aquell moment coincidia amb un dels continus retards del nou sistema operatiu de Microsoft Windows Vista.
Bill Gates va crear molta controvèrsia quan el juny del 2006 va fer públic que es baixava pel·lícules d'Internet de manera il·legal. Aquest fet que va causar la indignació de molts, ja que Bill Gates sempre havia criticat amb força la pirateria.
El 2015 defengué que solament el govern és capaç de solucionar el problema del canvi climàtic, mentre que les empreses no poden.

## Vida personal
Gates és un àvid lector, i el sostre de la seva gran biblioteca de casa està gravada amb una cita d'El gran Gatsby. També li agrada el bridge, el tennis i el golf. Els seus dies estan planejats per a ell minut a minut, de manera similar a l'agenda del president dels Estats Units. Malgrat la seva riquesa i els seus extensos viatges de negocis, Gates va volar en classe econòmica en avions comercials fins al 1997, quan va comprar un jet privat.
Gates va comprar el Còdex Leicester, una col·lecció d'escrits científics de Leonardo da Vinci, per 30,8 milions de dòlars EUA en una subhasta el 1994. El 1998, va pagar 30 milions de dòlars per la pintura marítima original de 1885 Lost on the Grand Banks, en aquell moment un preu rècord per a una pintura americana.
El 2016, va revelar que era daltònic.
El 10 de maig de 2022, Gates va dir que va donar positiu per COVID-19 i que estava experimentant símptomes lleus. Gates ha rebut tres dosis de la vacuna COVID-19.

### Matrimoni i divorci

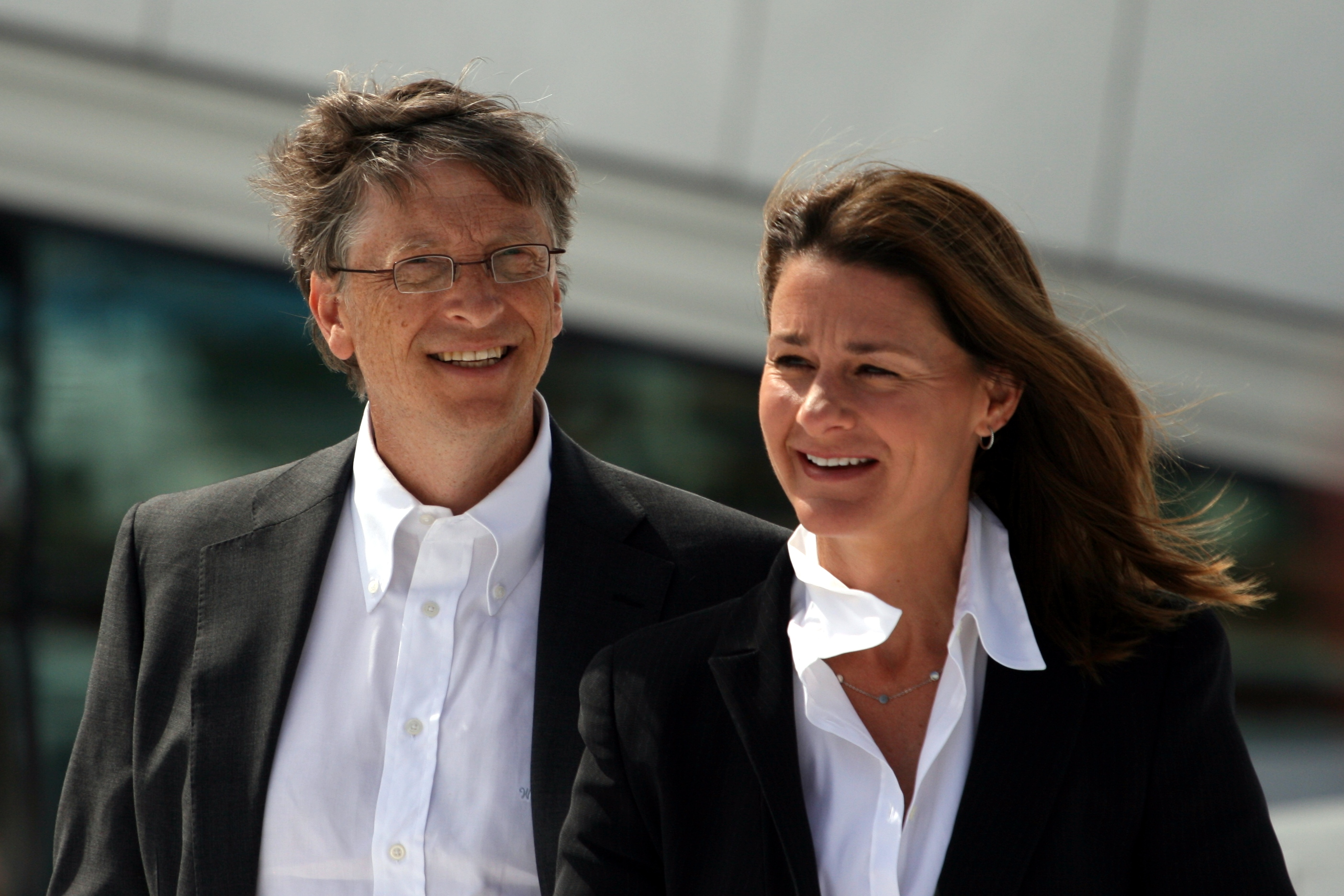
Gates i Melinda, 2009

Gates es va casar amb Melinda French a l'illa hawaiana de Lanai l'1 de gener de 1994. Es van conèixer el 1987 després que Melinda comencés a treballar a Microsoft. En el moment del seu matrimoni, Gates va rebre el permís de Melinda per passar un temps limitat amb la seva exnòvia, la empresària Ann Winblad. Bill i Melinda tenen tres fills: Jennifer, Rory i Phoebe. La residència de la família és una mansió protegida de terra al costat d'un turó amb vistes al llac Washington a Medina, Washington. El 2009, es va informar que els impostos sobre la propietat de la mansió eren de 1.063 dòlars EUA milions, amb un valor total de 147,5 dòlars EUA milions. La finca de 6.100 m2 té una piscina de 18 m amb sistema de música subaquàtic, així com un gimnàs de 230 m2 i un menjador de 93 m². El 3 de maig de 2021, els Gates van anunciar que havien decidit divorciar-se després de 27 anys de matrimoni i 34 anys com a parella. Van dir que seguirien treballant junts en esforços benèfics. El Wall Street Journal va informar que Melinda s'havia reunit amb advocats de divorcis des del 2019, citant entrevistes que suggerien que els vincles de Bill amb Jeffrey Epstein eren almenys una de les seves preocupacions. El divorci es va concretar el 2 d'agost de 2021.

### Imatge pública

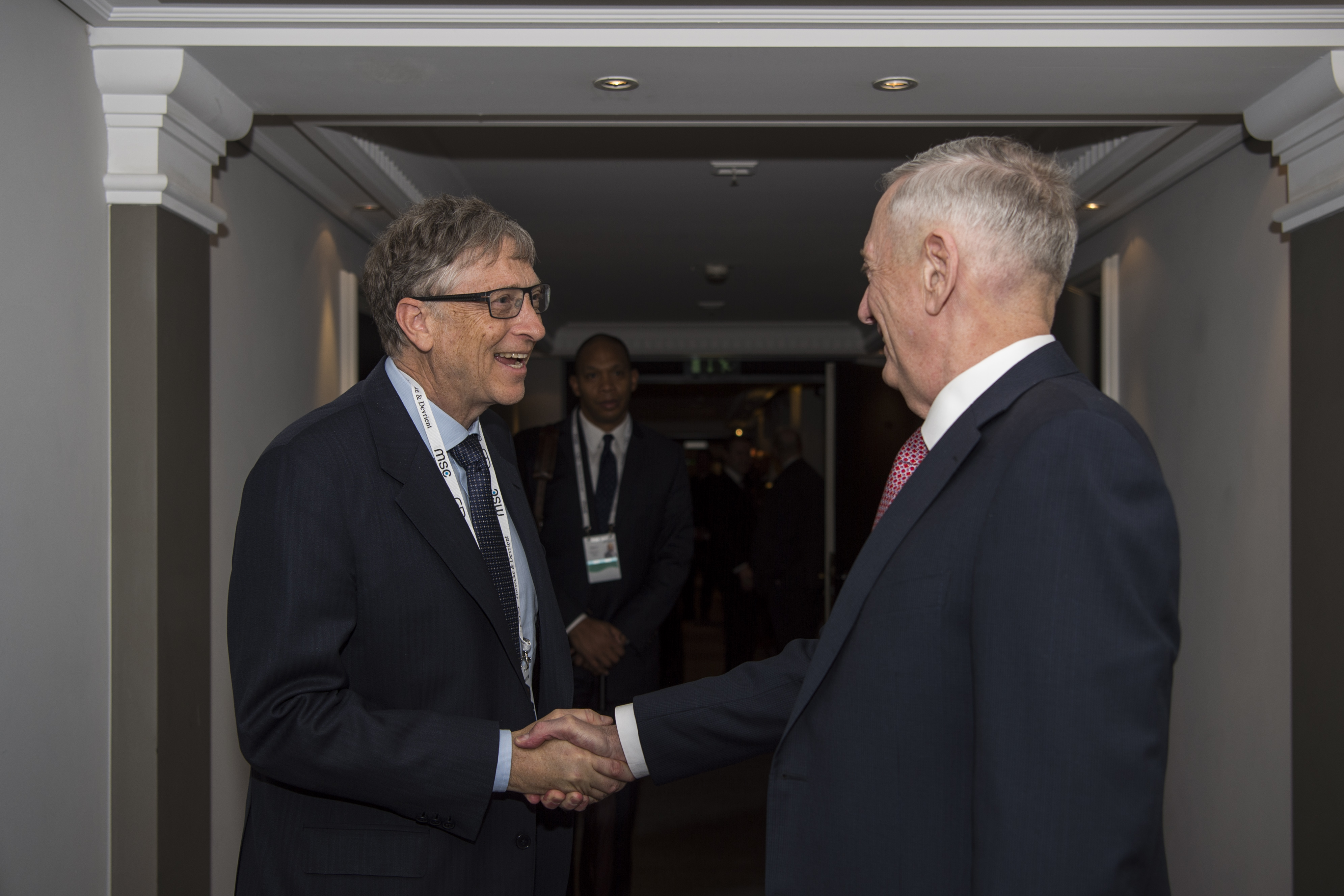
Gates es reuneix amb el secretari de Defensa dels Estats Units, Jim Mattis, febrer de 2017

La imatge pública de Gates ha canviat amb els anys. Al principi va ser percebut com un «baró lladre» brillant però despietat, un «nerd convertit en magnat». A partir de l'any 2000 amb la fundació de la Fundació Bill i Melinda Gates, i sobretot després de deixar el càrrec de cap de Microsoft, va dirigir la seva atenció a la filantropia, gastant més de 50.000 milions de dòlars en causes com la salut, la pobresa i l'educació. La seva imatge va passar de «tecnòcrata tirànic a sant salvador» a un «tecnofilantrop multimilionari abraçable», celebrat a les portades de revistes i buscat per les seves opinions sobre temes importants com la salut global i el canvi climàtic. Un altre canvi en l'opinió pública va arribar el 2021 amb l'anunci que ell i Melinda es divorciaven. La cobertura d'aquest procediment va mostrar informació sobre les activitats romàntiques de dones que treballaven per a ell, una relació extramatrimonial a llarg termini i una amistat amb el delinqüent sexual condemnat Jeffrey Epstein. Aquesta informació i la seva resposta a la pandèmia de la COVID-19 van provocar un cert deteriorament de la seva imatge pública, passant d'«un nerd adorable que estava per salvar el món» a «un superdolent tecnològic que vol protegir els beneficis per sobre de la salut pública».
El periodista d'investigació Tim Schwab ha acusat Gates d'utilitzar les seves contribucions als mitjans per donar forma a la seva cobertura sobre ell per protegir la seva imatge pública. El setembre de 2022, Politico va publicar una exposició crítica sobre el lideratge de les ONG al capdavant de la resposta mundial a la pandèmia de COVID-19, escrita en cooperació amb el diari alemany Welt. Les crítiques inclouen la interconnectivitat de les organitzacions sense ànim de lucre amb Gates, així com la seva manca personal de credencials formals en medicina.
Gates i els projectes de la seva fundació han estat objecte de moltes teories de la conspiració que proliferen a Facebook i a altres llocs. Ha estat acusat de manera inversemblant d'intentar despoblar el món, distribuir vacunes nocives o poc ètiques i implantar persones amb microxips que violen la privadesa. Aquestes teories en gran part infundades van assolir un nou nivell d'influència durant la pandèmia de la COVID-19 quan, segons el periodista del New York Times, Rory Smith, les incerteses de la vida pandèmica van impulsar la gent a buscar explicacions a Internet. Quan se li va preguntar sobre les teories, Gates ha remarcat que algunes persones es veuen temptades per la simple explicació que la culpa és d'una persona malvada en lloc de factors biològics, i que no sap amb quina finalitat algú creu que voldria fer-ne un microxips.

### Visió religiosa
En una entrevista a Rolling Stone, Gates va dir pel que fa a la seva fe: «Els sistemes morals de la religió, crec, són molt importants. Hem criat els nostres fills d'una manera religiosa; han anat a l'Església catòlica a la qual va Melinda i jo participo. He tingut molta sort i, per tant, ho dec intentar reduir la desigualtat al món. I això és una mena de creença religiosa. Vull dir, almenys és una creença moral». A la mateixa entrevista del 2014 també va dir: «Estic d'acord amb gent com Richard Dawkins que la humanitat sentia la necessitat de mites de la creació. Abans de començar a entendre realment les malalties i el clima i coses així, els vam buscar falses explicacions. Ara la ciència ha omplert una part del regne - no tot – que la religió solia omplir. Però el misteri i la bellesa del món són aclaparadorament sorprenents, i no hi ha cap explicació científica de com va sorgir. Dir que es va generar per nombres aleatoris, això sí que sembla, ja saps, una visió poc caritativa [riu]. Crec que té sentit creure en Déu, però exactament quina decisió a la teva vida prens de manera diferent a causa d'això, no ho sé».

### Riquesa
El 1999, la seva riquesa va superar breument els 100.000 milions de dòlars, convertint-se en la primera persona a aconseguir la gesta. Des de l'any 2000, el valor nominal de les seves participacions de Microsoft ha disminuït a causa de la caiguda del preu de les accions de Microsoft després de l'esclat de la bombolla de les punt com i les donacions multimilionàries que ha fet a les seves fundacions benèfiques. El maig de 2006, Gates va comentar que desitjava no ser l'home més ric del món perquè no li agradava l'atenció que li suposava. El març de 2010, Gates va ser la segona persona més rica després de Carlos Slim, però va recuperar la primera posició el 2013, segons la llista de multimilionaris de Bloomberg. Slim va recuperar la posició de nou el juny de 2014 (però després va perdre la primera posició davant Gates). Entre el 2009 i el 2014, la seva riquesa es va duplicar des dels 40 mil milions de dòlars a 82 mil milions. L'octubre de 2017, el fundador d'Amazon, Jeff Bezos, va superar Gates com la persona més rica del món. El 15 de novembre de 2019, va tornar a convertir-se en la persona més rica del món després d'un augment del 48% de les accions de Microsoft, superant a Bezos. Gates va dir a la BBC: «He pagat més impostos que cap individu mai, i amb molt de gust... He pagat més de 6.000 milions de dòlars en impostos». És un defensor dels impostos més alts, especialment per als rics.
El 2017, Gates havia ocupat el primer lloc de la llista dels multimilionaris del món durant 18 dels 23 anys anteriors. Gates té diverses inversions fora de Microsoft, que el 2006 li va pagar un sou de 616.667 dòlars i una bonificació de 350.000 dòlars per un total de 966.667 dòlars. El 1989, va fundar Corbis, una empresa d'imatge digital. El 2004, es va convertir en director de Berkshire Hathaway, la companyia d'inversió dirigida pel seu vell amic Warren Buffett.
El 1987, Gates va ser catalogat com a multimilionari a la revista Forbes i va ser el multimilionari fet a si mateix més jove del món amb un valor net d'1,25 milions de dòlars. Des de 1987, Gates ha estat inclòs a la llista de multimilionaris del món de Forbes i va ser la persona més rica de 1995 a 1996, 1998 a 2007, 2009, i va ocupar el lloc fins al 2018 abans de ser superat per Jeff Bezos. Gates va ser el número u a la llista Forbes 400 des de 1993 fins a 2007, 2009 i 2014 a 2017.

### Honors
- Medalla Presidencial de la Llibertat[53]
- Cavaller Comandant de l'Imperi Britànic